# Stráž nad Nežárkou
Stráž nad Nežárkou (deutsch: Platz an der Naser) ist eine Stadt im Okres Jindřichův Hradec in Tschechien.

## Geographie

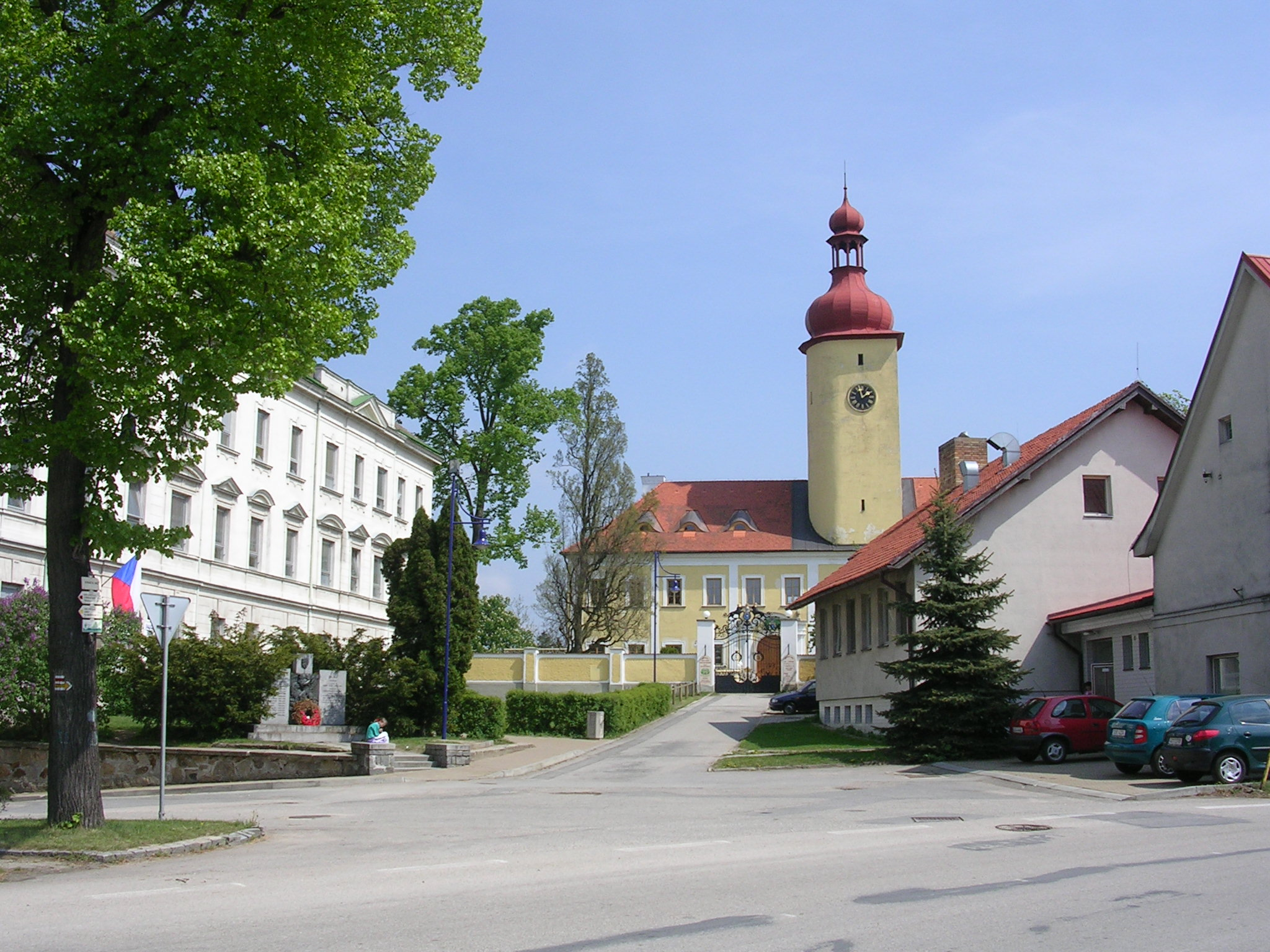
Stráž nad Nežárkou, Schloss

Stráž nad Nežárkou liegt an der Europastraße E 551, etwa auf halbem Wege zwischen der Kreisstadt Jindřichův Hradec (Neuhaus) und Třeboň (Wittingau). Am nördlichen Stadtrand fließt die Nežárka. Nachbarorte sind Plavsko, Vydří, Příbraz und Pístina. Das Gemeindegebiet erstreckt sich nach Südosten bis an den Stankauer Teich und die österreichische Grenze.

## Geschichte
An der Stelle einer Warte über der Nežárka wurde 1284 erstmals eine Burg erwähnt, deren spätgotischer Turm noch heute erhalten ist. Die Burg wurde von den Herren von Stráž errichtet, einer 1267 begründeten Nebenlinie der Herren von Neuhaus. Im 14. Jahrhundert wurde der Burgflecken zum Markt erhoben. Die gotische Pfarrkirche St. Peter und Paul wird 1361 erstmals erwähnt.
Heinrich von Stráž, der sich zum Utraquismus bekannte, bekleidete unter König Georg von Podiebrad das Amt eines Oberstlandhofmeisters. Mit dessen Sohn Georg/Jiřík erlosch 1474 das Geschlecht derer von Stráž. Nachfolgend wechselten die Besitzer häufig. Anfang des 16. Jahrhunderts gehörte der Ort dem Kuttenberger Unternehmer Wenzel Wenzelik von Wrchowischt (Václav Vencelík z Vrchoviště). 1577 war es im Besitz des Johann d. Ä. von Lobkowitz, der es in diesem Jahre dem Oberstburggrafen Wilhelm von Rosenberg verkaufte. Von diesem erbte es 1592 dessen Bruder Peter Wok von Rosenberg, der nachfolgend gegen den wirtschaftlichen Bankrott kämpfte. Um ihm zu helfen, erwarb Adam II. von Neuhaus kurz vor seinem Tod 1596 Stráž. Sein Sohn Joachim Ulrich von Neuhaus, der letzte männliche Abkömmling der Herren von Neuhaus, schenkte die Herrschaft Stráž 1602 seinem Schwager Wilhelm Slavata, bei dessen Nachkommen es bis 1693 blieb. Von ihnen erbte Adolph Wratislaw von Sternberg.
Nachdem die Burg bereits 1570 ausgebrannt war, wurde nach 1715 an ihrer Stelle ein Schloss errichtet. Kurz nach 1800 erwarb Karl von Leonhardi die Anlage. Von 1914 bis 1930 war es im Besitz der Opernsängerin Ema Destinová.
1876 wurde der Marktflecken durch Kaiser Franz Joseph I. zur Stadt erhoben. Nach dem Zweiten Weltkrieg gingen die Stadtrechte verloren. Seit 2006 ist Stráž wieder eine Stadt.

## Gemeindegliederung
Die Stadt Stráž nad Nežárkou besteht aus den Ortsteilen Dolní Lhota (Niederschlagles), Dvorce (Wurzen) und Stráž nad Nežárkou (Platz an der Naser), die zugleich auch Katastralbezirke bilden. Zu Stráž nad Nežárkou gehören außerdem die Ansiedlungen Blatská Bašta, Blatská Hajnice, Fähnrichův Mlýn (Fähnrichmühle), Hlinice, Lesovna V Dubovicí (Forsthaus Margarethen), Na Cihelně, Terezský Dvůr (Theresienhof), Šimanov (Schimani), U Krupičků und U Skalniků (Skalnik) sowie die Wüstungen Hajnice v Zadním lese (Hegerhäuser im  Hinterwald) und Nový Mlýn (Neumühle). Grundsiedlungseinheiten sind Dolní Lhota, Dvorce, Stráž nad Nežárkou, Šimanov und Terezský Dvůr.

## Sehenswürdigkeiten
- Die 1361 erwähnte Pfarrkirche St. Peter und Paul wurde 1413 umgebaut. Weitere Veränderungen erfolgten im 19. Jahrhundert. In der angebauten Michaelskapelle befindet sich ein Epitaph für Heinrich von Stráž.
- Von der ursprünglichen Burg ist der spätgotische Turm erhalten. Er wurde 1861 erhöht.
- Das nach 1715 errichtete Schloss wurde in den letzten Jahren renoviert. Es beherbergt eine Ausstellung über Ema Destinová.